# Carlo Gambino
Carlo Gambino (Palermo, Sicilia; 24 de agosto de 1902- Massapequa, Nueva York; 15 de octubre de 1976) fue el jefe mafioso ítalo-estadounidense, mas poderoso de la  cosa nostra  y fundador de la familia criminal Gambino. Luego de la Reunión de Apalachin en 1957, y el apresamiento de Vito Genovese en 1959, Gambino tomó control de la Comisión de la mafia estadounidense hasta su muerte por un ataque cardiaco el 15 de octubre de 1976. Durante más de 50 años en el crimen organizado, sólo estuvo 22 meses en prisión por un cargo de evasión de impuestos en 1937.

## Familia y primeros años
Gambino nació en Palermo, Sicilia, Italia, el 24 de agosto de 1902, en una familia que pertenecía a una pandilla de la mafia siciliana de Passo di Rigano. Tuvo dos hermanos, Gaspare Gambino, quien no estuvo involucrado con la mafia, y Paolo Gambino quien fue parte de la familia criminal Gambino. Sus padres fueron los inmigrantes italianos Tommaso Gambino y Felice Castellano.
Gambino entró a los Estados Unidos el 23 de diciembre de 1921 en Norfolk, Virginia, como un polizón de la SS Vincenzo Florio. Luego se unió a sus primos, los Castellano, en Nueva York. Trabajó para una pequeña compañía de camiones de propiedad de la familia de su tío.
Gambino luego se mudó a una modesta casa ubicada en el 2230 Ocean Parkway en Brooklyn. Su residencia en Long Island, ubicada en el 34 Club Drive en Massapequa, servía como su casa de verano. La casa de ladrillo de dos pisos, rodeada por una cerca baja con estatuas de mármol en el patio frontal estaba al final de una vía sin salida en Harbor Green Estates, con vista a la South Oyster Bay. En 1932, Gambino se casó con una de sus primas, Catherine Castellano, hermana de Paul Castellano. Ellos tuvieron tres hijos – Thomas, Joseph (28 de marzo de 1936 – 20 de febrero de 2020) y Carlo (nacido en 1934), y una hija, Phyllis Gambino Sinatra (22 de septiembre de 1927 – 19 de febrero de 2007).

## Guerra de los Castellammarenses y la Comisión
Gambino fue parte de la organización criminal liderada por Joe Masseria. En 1930, Gambino fue arrestado en Lawrence, Massachusetts como persona de peligro. Ese cargo fue dejado de lado, pero fue detenido un mes después en Brockton, Massachusetts, por un cargo de latrocinio. Se expidió una orden para su arresto cuando no se mostró ante la corte. Cuatro años después, fue arrestado en Manhattan como fugitivo y fue regresado a Brockton, donde el cargo de latrocinio fue dejado de lado cuando hizo la restitución de $1,000.
Para inicios de los años 1930, el principal rival de Masseria era el jefe rival Salvatore Maranzano, quien había venido desde Sicilia para manejar la pandilla Castellammarense. Su rivalidad finalmente escaló en la sangrienta guerra de los Castellammarenses. Masseria y Maranzano eran llamados "Mustache Petes": mayores, jefes mafiosos tradicionales tradicionales que empezaron sus carreras criminales en Italia. Ellos creían en mantener los principios del "Viejo mundo de la Mafia" de "honor", "tradition", "respect", y "dignity". Estos jefes se negaban a trabajar con no-italianos, y eran escépticos de trabajar con no-sicilianos. Algunos de los jefes más conservadores trabajaban sólo con hombres que tuvieran raíces de su misma aldea siciliana.
La guerra no iba bien para Masseria y Lucky Luciano vio una oportunidad para cambiar de banco. En un acuerdo secreto con Maranzano, Luciano aceptó planear la muerte de Maseria a cambio de recibir los garitos de éste y convertirse en el segundo en comando luego de Maranzano. El 15 de abril de 1931, Masseria fue asesinato en el restaurante Nuova Villa Tammaro, en Coney Island, Brooklyn. Con la aprobación de Maranzano, Luciano tomó control de la pandilla de Masseria y se convirtió en el teniente de Maranzano, terminando la guerra de los Castellammmarenses.
Ya sin Masseria, Maranzano reorganizó las pandillas ítalo-estadounidenses en Nueva York en las Cinco Familias encabezadas por Luciano, Profaci, Gagliano, Vincent Mangano y él mismo. Maranzano llamó a una reunión de jefes criminales en Wappingers Falls, Nueva York, donde se declaró a sí mismo capo di tutti capi ("jefe de todos los jefes"). Maranzano también redujo los garitos de las familias rivales en favor de la suya propia. Luciano aparentemente aceptó estos cambios pero estaba sólo esperando su momento antes de sacar a Maranzano. Aunque Maranzano era ligeramente más abierto que Masseria, Luciano había llegado a pensar que Maranzano era incluso más codicioso y sinuoso que lo que había llegado a ser Masseria.
Para septiembre de 1931, Maranzano se dio cuenta de que Luciano era un peligro y contrató a Vincent "Mad Dog" Coll, un gánster irlandés, para matarlo. Sin embargo, Lucchese alertó a Luciano de que estaba condenado a muerte. El 10 de septiembre, Maranzano ordenó a Luciano, Genovese y Costello ir a su oficina en el 230 Park Avenue en Manhattan, donde fue asesinado.
Luego en 1931, Luciano convocó a una reunión en Chicago con varios jefes, donde propuso la formación de una Comisión para que sirva como cuerpo de gobierno del crimen organizado. Diseñado para arreglar todas las disputas y decidir qué familias controlaban qué territorios, la Comisión fue llamada la mayor innovación de Luciano. Los objetivos de Luciano con la Comisión era mantener de manera tranquila su propio poder sobre las demás familias, y prevenir futuras guerras entre pandilas. Los demás jefes aprobaron la idea de la Comisión.

## Familia Mangano
Luego de la muerte de Masseria, Gambino y sus primos se convirtieron en soldados de la familia liderada por Vincent Mangano. A pesar de ser un importante mafioso por derecho propio, Albert Anastasia fue nominalmente el subjefe de la familia Mangano. Durante los 20 años de dirección de Mangano, él había tomado a mal los lazos cercanos de Anastasia con Luciano y Costello. Particularmente el hecho de que ellos obtuvieran los servicios de Anastasia sin buscar su permiso primero. Esto y otras disputas de negocios llevaron a una rivalidad acalorada, casi física, entre los dos mafiosos.
Gambino fue arrestado en 1937 y pasó 22 meses en prisión en la Lewisburg por evasión de impuestos con relación a una destilería en Filadelfia.
El hermano de Mangano Philip fue encontrato muerto cerca de Sheepshead Bay, Brooklyn el 19 de abril de 1951. Fue asesiando junto con su hermano por órdenes de Anastasia en Brooklyn en 1951. El cadáver de Vincent Mangano nunca se encontró y fue declarado muerto 10 años después el 30 de octubre de 1961, por la corte de familia en Brooklyn. Nadie fue arrestado por los asesinatos de los Mangano pero se asumió ampliamente que Anastasia los había asesinado.

## Asesinato de Anastasia
Durante mediados de los años 1950, Genovese decidió atacar a Frank Costello. Sin embargo, Genovese necesitaba también deshacerse del aliado más poderoso de Costello en la Comisión, Albert Anastasia, el jefe de la familia criminal Anastasia. Genovese estuvo pronto conspirando con Gambino, el subjefe de Anastasia, para sacar a éste del medio.
A inicios de 1957, Genovese decidió hacer un ataque sobre Costello. Genovese ordenó a Vincent Gigante el atentado a Costello, y el 2 de mayo de 1957, Gigante disparó e hirió a Costello afuera del edificio de departamentos donde vivía. El sobreviviente Costello fue persuadido a renunciar al poder a favor de Genovese y retirarse. Un portero identificó a Gigante como el pistolero, sin embargo, en 1958, Costello testificó que no era capaz de reconocer a su asaltantes. Gigante fue absuelto de los cargos de tentativa de asesinato..
Sin Costello, Genovese y Gambino supuestamente ordenaron el asesinato de Anastasia. Gambino le dio el contrato a Joe Profaci, quien supuestamente se lo dio a la pandilla Gallo, liderada por Joseph "Crazy Joe" Gallo, Anastasia fue asesinado el 25 de octubre de 1957, en la barbería del Park Sheraton Hotel en Midtown Manhattan. Gambino entonces se convirtió en el nuevo jefe de la familia criminal Anastasia, que fue renombrada como familia criminal Gambino.
Gambino nombró a Joseph Biondo como subjefe, sin embargo, para 1965, lo reemplazó con Aniello Dellacroce.

## Apalachin y la caída de Genovese
En noviembre de 1957, immediatamente después del asesinato de Anastasia, tras tomar el control de la familia criminal Luciano de Costello, Genovese quería legitimar su nuevo poder celebrando una reunión nacional de la Cosa Nostra. Genovese eligió al miembro de la comisión y jefe de Búfalo, Nueva York, Stefano "The Undertaker" Magaddino, quien a su vez escogió al jefe criminal del noreste de Pensilvania Joseph Barbara y su subjefe Russell Bufalino para supervisar todos los arreglos para la Reunión de Apalachin. Cuba era uno de los temas en discusión en Apalachin, particularmente los intereses sobre las apuestas y el narcotráfico en la isla. El tráfico internacional de narcóticos era también un tópico importante en la agenda. Los intereses de la industria de la moda en Nueva York y garitos, como los de usura a los propietarios de negocios y el control de los camiones de carga del distrito, fueron otros importantes temas en la agenda de Apalachin.
El 14 de noviembre de 1957, poderosos mafiosos de los Estados Unidos e Italia se encontraron en la propiedad de Barbara en Apalachin, Nueva York. La agenda incluía la resolución sobre cuestiones de apuestas ilegales y narcóticos, principalmente en el área de Nueva York. El patrullero estatal Edgar D. Croswell había caído en cuenta que el hijo de Barbara estaba reservando habitaciones en hoteles locales así como la entrega de una gran cantidad de carne de una carnicería local a la casa de Barbara. Luego de que se despertaran las sospechas de Croswell, él decidió mantener vigilada la casa de Barbara. Cuando la policía estatal descubrió muchos carros de lujo estacionados en la casa de Barbara, empezaron a anotar las placas. Encontrando que muchos de esos carros estaban registrados a nombres de conocidos criminales, los refuerzos de la policía estatal empezaron a llegar a la escena y armaron un cerco policial. Cuando los mafiosos descubrieron la presencia policial, empezaron a huir del lugar tanto en carro como a pie. Muchos mafiosos escaparon a través de los bosques que rodeaban la propiedad de Barbara. Se cree que Gambino asistió a la reunión pero no fue uno de los mafiosos detenidos. La policía detuvo un carro manejado por Bufalino, cuyos pasajeros incluyeron a Genovese y otros tres hombres que abandonaban la propiedad. Bufalino dijo que había venido a visitar a su amigo enfermo, Barbara. Genovese dijo que estaba ahí para una barbacoa y para discutir negocios con Barbara. La policía lo dejó ir.
Luciano y Gambino supuestamente ayudaron a pagar parte de los $100,000 a un narcotraficante portorriqueño para implicar falsamente a Genovese en un negocio de drogas. El 17 de abril de 1959, Genovese fue sentenciado a 15 años en la Penitenciaría Federal de Atlanta. donde murió el 14 de febrero de 1969.
El 26 de enero de 1962, Luciano murió de un ataque cardiaco en el Aeropuerto Internacional de Nápoles. Tres días después, 300 personas asistieron a su funeral en Nápoles. Su cuerpo fue paseado por las calles de la ciudad en una carroza tirada por caballos. Con el permiso del gobierno estadounidense, los parientes de Luciano llevaron su cuerpo de vuelta a Nueva York para enterrarlo. Fue enterrado en el St. John's Cemetery. Mas de 2000 personas asistieron a su funeral. Gambino, el amigo de largo tiempo de Luciano, dijo su panegírico.

## Jefe
Luego de la prisión de Genovese, Gambino tomó contró de la Comisión. Gambino despreciaba las drogas a pesar de que la heroína y la cocaína eran muy lucrativas. Pensaba que estas también atraerían demasiada atención. El castigo para un miembro de la familia que negociara drogas, al estilo Gambino, era la muerte.
En los años 1960, la familia Gambino tenía 500 soldados y más de mil asociados. En 1962, el hijo mayor de Carlo Gambino, Thomas Gambino, se casó con la hija de Tommy Lucchese Frances. Más de 1,000 invitados asistieron a la boda en la que Carlo Gambino regaló a Lucchese un presente de $30,000. A cambio, Lucchese le dio a Gambino parte de sus garitos en el Aeropuerto Idlewild (hoy llamado Aeropuerto Internacional John F. Kennedy). Lucchese ejercía el control sobre la seguridad del aeropuerto y todos los sindicatos aeroportuarios, la Comisión, y gran parte del crimen organizado en Nueva York.

## Conspiración contra la Comisión
En 1963, Joseph Bonanno, el jefe de la familia criminal Bonanno, hizo planes para asesinar a varios rivales de la Comisión, los jefes Gambino, Tommy Lucchese, y Stefano Magaddino, así como a Frank DeSimone. Bonanno buscó el apoyo de Joseph Magliocco y este aceptó. No sólo estaba molesto porque se le negó un asiento en la Comisión sino que Bonanno y Profaci habían sido aliados cercanos por más de 30 años antes de la muerte de Profaci. La audaz meta de Bonanno era tomar el control de la Comisióni y hacer de Magliocco su mano derecha. Magliocco fue asignado con la tarea de matar a Lucchese y a Gambino, y le dio el contrato a uno de sus principales hombres, Joseph Colombo. Sin embargo, el oportunista Colombo reveló el plan a sus objetivos. Los otros jefes rápidamente se dieron cuenta de que Magliocco no podría haber sido quien planó esto. Recordando que tan cercanos eran Magliocco y Bonnano (y antes del primero, Profaci), así como sus lazos cercanos por matrimonio, los otros jefes concluyeron que Bonanno era la mente maestra. La Comisión citó a Bonanno y a Magliocco para que se expliquen. Temiendo por su vida, Bonanno se escondió en Montreal, dejando a Magliocco para que se enfrente a la Comisión. Asustado y con la salud afectada, Magliocco confesó su rol en el plan. La Comisión le perdonó la vida pero le forzó a retirarse como jefe de la familia Profaci y pagar una multa de $50,000. Como recompensa por delatar a su jefe, Colombo recibió la familia.

## Salud y orden de deportación
Los procedimientos de deportación se iniciaron por el Servicio de Inmigración y Naturalización incluso en 1953, pero no avanzaron por varios años debido a la condición cardiaca de Gambino y sus constantes hospitalizaciones. En 1970, fue acusado de cargos de conspiración para secuestrar un vehículo blindado llevando 3 millones de dólares y fue arrestado el 23 de marzo de 1970. Fue liberado luego de pagar una fianza de $75,000, y nunca fue llevado a juicio debido a su salud. Ese mismo año, la Corte Suprema suspendió una orden de 1967 que él había apelado para que sea deportado porque había entrado de manera ilegal al país. cuando el gobierno quiso llevar a cabo la orden, Gambino fue llevado a un hospital debido a que había sufrido un ataque cardiaco.

## Asesinato de Colombo
El 28 de junio de 1971, Colombo recibió tres disparos de Jerome A. Johnson, uno en la cabeza, en la segunda manifestacióni por el Día de la Unidad Italiana en Columbus Circle patrocinada por la Italian-American Civil Rights League; Johnson fue inmediatamente asesinado por los guardaespaldas de Colombo. Colombo fue paralizado por el tiroteo y luego murió en 1978.
Aunque muchos en la familia Colombo culpan a Joe Gallo por el tiroteo, la policía eventualmente concluyó que Johnson actuó por su cuenta luego de que interrogaran a Gallo. Ya que Johnson había pasado un tiempo unos días antes en un club Gambino, una teoría era que Gambino organizó el tiroteo. Colombo se negó a escuchar las quejas de Gambino sobre la Liga y supuestamente golpeó a Gambino en la cara durante una discusión.. Sin embargo, el liderazgo de la familia Colombo estaba convencido de que fue Gallo quien ordenó el asesinato luego de que saliera de la familia. Gallo fue asesinado el 7 de abril de 1972.

## Asesinato de Tommy Eboli
Luego de la muerte de Genovese, Gerardo Catena se convirtió en el nuevo jefe oficial. Sin embargo, Catena fue acusado y encarcelado en 1970. Thomas Eboli fue entonces el jefe aparente de la familia por los siguientes dos años aunque él quería ser el verdadero jefe de la familia criminal Genovese. Para conseguir ello, Eboli se prestó 4 millones de dólares del presidente de la Comisión y jefe de la familia rival Gambino, Carlo Gambino, para financiar una nueva operación de tráfico de drogas. Sin embargo, las fuerzas de la ley pronto cerraron los garitos de Eboli y arrestaron a la mayor parte de su pandilla. Gambino y su subjefe Aniello Dellacroce supuestamente fueron donde Eboli para conseguir de vuelta su dinero pero este no lo tenía. Gambino entonces supuestamente ordenó el asesinato de Eboli por la falta de pago. Sin embargo, se cree que Gambino en realidad quería reemplazar a Eboli con su aliado Frank "Funzi" Tieri, y que utilizó la operación de tráfico de droga para sembrar a Eboli. El 16 de julio de 1972, Ebolí dejó el departamento de su enamorada en Crown Heights, Brooklyn y caminó hasta su Cadillac manejado por un chofer. Cuando se sentó en el carro estacionado, un pistolero en un cambión le disparó cinco veces hiriéndolo en la cabeza y el cuello. Ebolo murió instantáneamente. Nadie fue acusado por este asesinato.

## Muerte
Gambino murió en su casa en Massapequa en las primeras horas del viernes 15 de octubre de 1976 a la edad de 74 años, habiendo visto la noche anterior la transmisión televisada de los Yankees ganando el campeonato de la Liga Americana. La causa oficial fue "causas naturales" y su muerte no fue imprevista debido a la historia reciente de males cardiacos. Su funeral se celebró en la Cusimano & Russo Funeral Home en el fin de semana del 16 y 17 de octubre. Su misa fúnebre se celebró el lunes 18 en la iglesia de Nuestra Señora de la Gracia en Brooklyn. Gambino fue enterrado en la sala privada de su familia en el edificio Cloister del Saint John Cemetery en Queens. Al funeral de Gambino asistieron varios cientos de personas, con policías encubiertos y agentes del FBI en las afueras. Su cortejo fúnebre consistió en 13 limusinas y una docena de automóviles privados y uno de flores.

### Consecuencias
Contra lo que se esperaba, Gambino había establecido que Paul Castellano fuera su sucesor por sobre su subjefe  Aniello Dellacroce . Gambino parecía creer que su familia criminal se beneficiaría del enfoque de Castellano en los negocios de cuello blanco. Dellacroce, en ese momento, fue apresado por evasión de impuestos y no fue capaz de contender la sucesión de Castellano.
La sucesión de Castellano fue confirmada en una reunión el 24 de noviembre, con la presencia de Dellacroce. Castellano dispuso que Dellacroce se mantuviera como subjefe dirigiendo las actividades tradicionales de la Cosa Nostra como la extorsión, el robo y la usura. Mientras Dellacroce aceptó la sucesión de Castellano, el acuerdo en efecto dividió la familia en dos facciones rivales.

## En la cultura popular
- En la película para televisión de 1996 Gotti, Carlo Gambino es interpretado por Marc Lawrence.
- En la película para televisión del 2001, Boss of Bosses, Carlo Gambino es interpretado por Al Ruscio.
- En la miniserie del 2015 de AMC The Making of the Mob: New York, Carlo Gambino es interpretado por Noah Forrest.
- En la película biográfica del 2017, Gotti, Carlo Gambino es interpretado por Michael Cipiti.
- Es interpretado por Anthony Skordi en la serie de televisión del 2022 The Offer.
- Carlo Gambino es reconocido como el inspirador del personaje Vito Corleone de la novela El Padrino, del escritor Mario Puzo.[76]